# Pécsdevecser, Baranya
Pécsdevecser (în germană Devetsch) este un sat în districtul Siklós, județul Baranya, Ungaria, având o populație de 110 locuitori (2011).

## Demografie
Componența etnică a satului Pécsdevecser
     Maghiari (72,81%)
     Germani (27,19%)
Componența confesională a satului Pécsdevecser
     Romano-catolici (48,18%)
     Fără religie (19,09%)
     Reformați (4,55%)
     Necunoscută (28,18%)
Conform recensământului din 2011, satul Pécsdevecser avea 110 locuitori. Din punct de vedere etnic, majoritatea locuitorilor (72,81%) erau maghiari, cu o minoritate de germani (27,19%). Nu există o religie majoritară, locuitorii fiind romano-catolici (48,18%), persoane fără religie (19,09%) și reformați (4,55%). Pentru 28,18% din locuitori nu este cunoscută apartenența confesională.